# Michel Birri

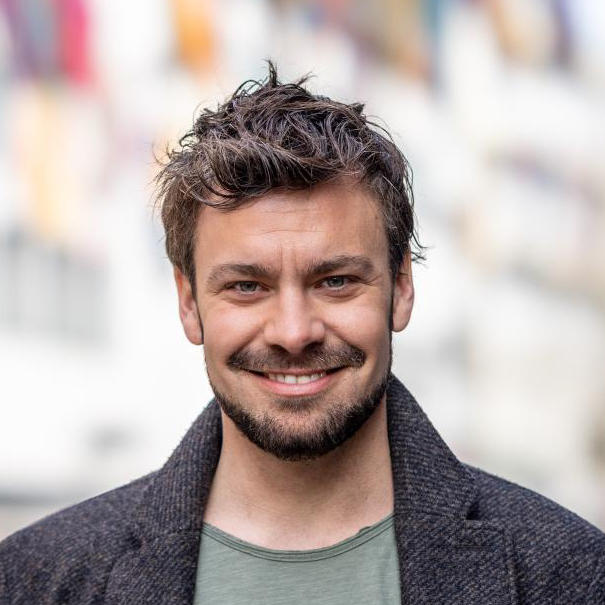
Michel Birri (2022)

Michel Birri (* 13. März 1987) ist ein Schweizer Fernseh- und Radiomoderator.

## Biografie
Michel Birri ist in der Aargauer Gemeinde Zeihen aufgewachsen. Nach einer KV-Lehre begann Birri seine Radiokarriere 2006 beim Radiosender Kanal K. Im folgenden Jahr wechselte er zu Radio Top und von 2008 bis 2010 war er Moderator bei Radio Argovia. Er moderierte dort sowohl im Tagesprogramm, wie auch die Morgensendungen. Von 2010 bis 2020 moderierte er bei Radio SRF 1 die Kindersendung Zambo und von Juli 2012 bis November 2022 die Hitparade auf Radio SRF 3. Bis 2016 moderierte er zudem sechs Jahre lang abwechselnd mit anderen Moderatoren die Kindersendung Zambo auf SRF 1. Bei Zambo war Birri bis Ende Juni 2020 freitags mit der Sendung Zambo Charts zu hören. Im Dezember 2015 moderierte er mit Nik Hartmann und Anic Lautenschlager die Sendung Jeder Rappen zählt aus der Glasbox in Bern.
Birri war in den letzten Jahren bei verschiedenen Fernsehproduktionen dabei, darunter Die grössten Schweizer Hits, 50 Jahre Schweizer Hitparade – Die Show und musicLAB. 2017, 2018 und 2019 moderierte er das Weihnachtsprogramm auf SRF 2. 2018 war er Kandidat bei der von Sandra Studer moderierten SRF-Tanzshow Darf ich bitten. Er belegte den vierten Platz. Zudem war er im selben Jahr als Backstage-Moderator bei den Swiss Music Awards im Einsatz. 2019 war er wieder bei den Swiss Music Awards in Luzern als Moderator dabei und moderierte den Sommerkrimi auf SRF 1. Ausserdem moderierte er von 2020 bis 2024 die Wochensendung SRF Kids News in Abwechslung mit Raphael Labhardt und Angela Haas. Seit 2022 ist er Moderator im Tagesprogramm auf Radio SRF 3 und in der 2025 abgesetzten Sendung Gesichter und Geschichten auf SRF 1. Seit April 2025 führt er mit Jennifer Bosshard durch den Podcast B&B abgsetzt. 
Birri lebt in Baden AG.